# Tongli Hu
Tongli Hu (kinesiska: 同里湖) är en sjö i Kina. Den ligger i provinsen Jiangsu, i den östra delen av landet, omkring 210 kilometer sydost om provinshuvudstaden Nanjing. Arean är 3,2 kvadratkilometer. Tongli Hu ligger vid sjön Nanxing Hu. Trakten runt Tongli Hu består till största delen av jordbruksmark. Den sträcker sig 2,1 kilometer i nord-sydlig riktning, och 2,3 kilometer i öst-västlig riktning.
Genomsnittlig årsnederbörd är 1 661 millimeter. Den regnigaste månaden är juni, med i genomsnitt 221 mm nederbörd, och den torraste är december, med 59 mm nederbörd.